# Heterobranchus
Heterobranchus – rodzaj słodkowodnych ryb sumokształtnych z rodziny długowąsowatych (Clariidae).

## Zasięg występowania
Afryka.

## Klasyfikacja
Gatunki zaliczane do tego rodzaju:
- Heterobranchus bidorsalis
- Heterobranchus boulengeri
- Heterobranchus isopterus
- Heterobranchus longifilis

Gatunkiem typowym jest Heterobranchus bidorsalis.